# Nivel de condensación elevado

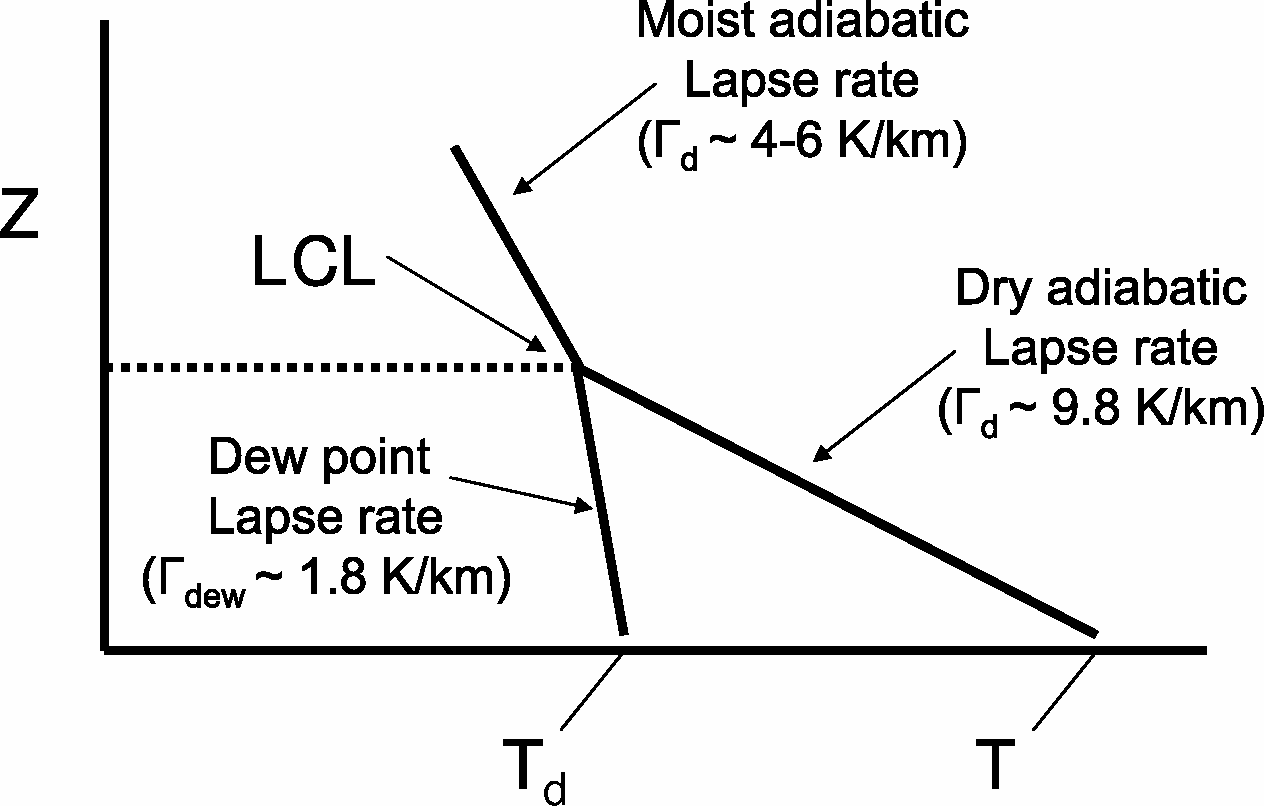
Esquema del LCL en relación con la temperatura y punto de rocío y sus perfiles verticales; La curva de temperatura adiabática húmeda por encima del LCL también se bosqueja como referencia.

El nivel de condensación elevado o nivel de condensación por ascenso (NCA o LCL por sus siglas en inglés) se define formalmente como la altura a la que la humedad relativa (HR) de una parcela de aire alcanzará el 100% con respecto al agua líquida cuando se enfría mediante elevación adiabática seca. La HR del aire aumenta cuando se enfría, ya que la cantidad de vapor de agua en el aire (es decir, su humedad específica) permanece constante, mientras que la presión de vapor de saturación disminuye casi exponencialmente al disminuir la temperatura. Si la parcela de aire se eleva más allá del LCL, el vapor de agua en la parcela de aire comenzará a condensarse, formando gotas de nube. (En la atmósfera real, normalmente es necesario que el aire esté ligeramente sobresaturado, normalmente alrededor del 0,5%, antes de que se produzca la condensación; esto se traduce en unos 10 metros aproximadamente de elevación adicional por encima del LCL.) El LCL es una buena aproximación de la altura de la base de las nubes que se observará en los días en que el aire se eleva mecánicamente desde la superficie hasta la base de las nubes (por ejemplo, debido a la convergencia de masas de aire).